# 園基氏
園 基氏（その もとうじ）は、鎌倉時代前期の公卿。権中納言・持明院基家の三男。官位は正三位・参議、右兵衛督、検非違使別当。園家の祖。若くして辞官出家したがその後も行事等にて包丁芸を披露する事があり、園の別当入道と称された。

## 経歴
建暦元年（1211年）、誕生。初名は家教。
建保2年（1214年）に叙爵。承久3年（1221年）11月に従五位上。12月に左兵衛佐を務める。貞応2年（1223年）には右近衛少将、元仁元年（1224年）には正五位下に昇る。嘉禄元年（1225年）従四位下・右近衛中将、安貞2年（1228年）従四位上・能登介。寛喜元年（1229年）正四位下に昇叙。寛喜2年（1230年）に蔵人頭を務める。
寛喜3年（1231年）に参議に任ぜられ、同年10月には従三位に昇る。寛喜4年（1232年）讃岐権守、改元貞永元年（1232年）右兵衛督を兼ね、貞永2年（1233年）正三位に昇るが、文暦元年（1234年）後堀川院法華堂にて出家し、法名を圓空とした。弘安5年（1282年）11月に薨去。享年72。

## 包丁芸
『徒然草』第231段では「園の別当入道」として登場する。包丁芸が巧みだった事から、ある時に皆が基氏の包丁芸を見たいと願ったという話が記されている。その時、周囲の期待を感じた基氏は遠慮を込めて少々勿体ぶった対応をしたのだが、その様子を聞いた西園寺実兼が「なんでまた、そんなもったいぶった言い方をする必要があるんだ」と言ったという。何事もわざとらしい演出は煩わしく、率直な振る舞いをする方が良い、という教訓話である。
後堀河院の外戚として持明院一門は急速に官位昇進をするようになり、基氏も若くして昇進が早かった。しかし、後堀河院が早くに崩御した事から外戚家ではなくなり、そうした背景が基氏に「遠慮」の気持ちを起こさせた可能性がある。そのような視点に立てば、西園寺実兼の発言はその時の新たな外戚家の人ならではの発言と見る事が出来る。

## 西園寺家との縁戚関係
基氏の娘は西園寺公相に嫁して橋本実俊を生んだ。つまり西園寺実兼の異母弟である。『徒然草』第231段の内容がいつの時点のことか明確ではないが、西園寺実兼にとって基氏は遠縁という事になる。そうした背景から『徒然草』第231段を読むと、また違った人間関係が見えてくる。さらに基氏の孫・基藤は橋本実俊の娘を娶る。

## 官歴
※以下、『公卿補任』の記載に従う。
- 建保2年（1214年）正月5日：叙爵
- 承久3年11月29日（1222年1月12日）：従五位上、12月12日（1222年1月25日）：右兵衛佐
- 貞応2年（1223年）正月27日：右近衛少将
- 貞応3年（1224年）正月5日：正五位下（臨時）
- 嘉禄元年12月24日（1226年1月23日）：従四位下・右近衛中将
- 安貞2年（1228年）正月5日：従四位上、2月1日：能登介
- 安貞3年（1229年）正月30日：正四位下
- 寛喜2年（1230年）3月26日：蔵人頭
- 寛喜3年（1231年）3月25日：参議、10月12日：従三位
- 寛喜4年（1232年）正月30日：讃岐権守、貞永元年6月29日：右兵衛督、検非違使別当
- 貞永2年（1233年）正月6日：正三位
- 文暦元年（1234年）11月16日：出家

## 系譜
- 父：持明院基家
- 母：阿古 - 白拍子
- 妻：藤原隆忠の娘
  - 男子：園基顕（1238-1319）
  - 女子：西園寺公相室
- 妻：家女房
  - 男子：園基有（1236-1273）
  - 次男：園基重
- 生母不明の子女
  - 男子：言性
  - 女子：一条実経室
  - 女子：花山院通雅室